# Arabis kennedyae
Arabis kennedyae är en korsblommig växtart som beskrevs av Robert Desmond Meikle. Arabis kennedyae ingår i släktet travar, och familjen korsblommiga växter. IUCN kategoriserar arten globalt som akut hotad. Inga underarter finns listade i Catalogue of Life.